# 熊倉隆敏
熊倉 隆敏（くまくら たかとし、1974年 - ）は、日本の男性漫画家。栃木県栃木市出身。東京造形大学卒業。
2000年に『アフタヌーンシーズン増刊』（講談社）で連載開始した『もっけ』でデビューし、代表作となった。

## 来歴
栃木県立栃木高等学校、東京造形大学出身。高校時代は漫画研究同好会に所属していた。2000年から『アフタヌーンシーズン増刊』連載の『もっけ』で本格デビュー。同誌休刊後、2003年より『月刊アフタヌーン』に移籍し隔月連載をした。同作品は正統派妖怪漫画として評価が高く、妖怪に造詣の深い博物学者の荒俣宏からも評価を受けた。熊倉本人も大の妖怪好きで、妖怪ブームの立役者の漫画家である水木しげるにも会っている。

## 年表
- 1996年、『PACTE』でアフタヌーン四季賞秋佳作。
- 1997年、『閑話「わかだんな的求道」』で春佳作。
- 1999年、『グラデ』で夏準入選。（『アフタヌーン四季賞CHRONICLE』（講談社）収録）
- 2000年 - 2009年、『もっけ』連載（『アフタヌーンシーズン増刊』（講談社）、『月刊アフタヌーン』（同）掲載）
- 2010年 - 2012年、『ネクログ』連載（『月刊アフタヌーン』掲載）
- 2013年、『金苺魚』（『週刊ヤングジャンプ増刊 アオハル8/8』掲載、読み切り）
- 2014年、『歪む調べ』（『good!アフタヌーン』掲載[2]、2015年4月23日発売の『蟲師　外譚集』にも収録[3]）
- 2015年、『変わりもの』（『月刊アフタヌーン』掲載、短編シリーズ「ネオ寄生獣」第7弾として）[4]
- 2016年、『解形民（かいけいみん）』（『月刊アフタヌーン』掲載、読み切り）[5]
- 2017年 - 2018年、『十二人の死にたい子どもたち』連載（『good!アフタヌーン』掲載）
- 2021年 -、『つらねこ』連載中（『青騎士』掲載）

## 作品リスト

### 漫画
- もっけ - 全9巻。講談社刊。2007年10月から2008年3月までTVアニメ化されている。
- ネクログ - 全4巻。講談社刊。
- 十二人の死にたい子どもたち - 全3巻。講談社刊。
- つらねこ - 既刊3巻。KADOKAWA刊。

### 挿絵
- 三丁目が戦争です - 講談社青い鳥文庫fシリーズより全1巻。筒井康隆作の短編集。